# Youngblood (álbum)
Youngblood é o terceiro álbum de estúdio da banda australiana de pop punk 5 Seconds of Summer. Seu lançamento ocorreu em 15 de junho de 2018, através das gravadoras Capitol e Hi or Hey. A banda anunciou o lançamento do álbum no Twitter em 9 de abril de 2018. Junto com o anúncio do álbum, a banda também revelou que vai embarcar no Meet You There Tour para apoiar o álbum, com 25 datas anunciadas na América do Norte para começar no final de 2018. O álbum foi anunciado pela primeira vez para lançamento em 22 de junho de 2018, mas sua data de lançamento foi posteriormente antecipada para 15 de junho de 2018.

## Recepção da crítica
Matt Collar da AllMusic escreveu que o grupo adotou uma "sonoridade slick dance-pop" em seu álbum, considerando-o como "uma transição que eles vêm insinuando desde o seu segundo álbum de 2015, Sounds Good Feels Good [...] a transição para um som aerodinâmico, pós-EDM não é realmente um choque, mesmo que seja uma mudança notável". Ele concluiu: "É um som útil para o 5SOS abraçar, e ajuda a posicioná-los bem como uma versão mais leve de The 1975 ou Imagine Dragons. Embora existam muitos ganchos aqui, a atitude pop dance é acompanhada por uma crescente maturidade, com letras sobre o cansaço da cena da festa, o vazio da turnê e o anseio por aquele amor perfeito.”
Brittany Spanos da Rolling Stone também comentou sobre a transição, escrevendo que “pop punk não é um gênero que deveria levar uma banda através de uma carreira completa. Então não é surpreendente que em seu terceiro álbum, [o grupo] já envelheceu fora do som que construiu seu sucesso. Em vez disso, Youngblood é todo pop, inclinando-se em inflexão oitenta e precedendo os malcriados efeitos de seu trabalho anterior". No entanto, ela também sentiu que "[a] desvantagem do novo som é que os garotos perdem um pouco da coragem que os tornou grandes em primeiro lugar. A sordidez do pop-punk destacou seu humor natural, e enquanto eles certamente cresceu como músicos, cantores e escritores, um pouco desse charme bobo está faltando."

## Performance comercial
Youngblood estreou em primeiro lugar na Austrália, tornando-se o terceiro álbum número um da banda naquela região; ele estreou no topo da parada de álbuns na mesma semana em que a faixa-título era a número um da quinta semana na parada de singles. Ele também se tornou seu terceiro álbum número um na Billboard 200 dos Estados Unidos, estreando com 142.000 unidades equivalentes de álbuns, incluindo 117.000 em vendas de formatos físicos. Isso fez deles o primeiro ato australiano com três álbuns número um nos Estados Unidos. Ele também estreou na terceira posição no Reino Unido.

## Faixas
| Youngblood – Edição padrão |                         |                                                                                    |                                      |         |  |
| N.º                        | Título                  | Compositor(es)                                                                     | Produtor(es)                         | Duração |  |
| 1.                         | "Youngblood"            | Ali Tamposi Andrew Watt Louis Bell Ashton Irwin Luke Hemmings Calum Hood           | Watt Bell                            | 3:23    |  |
| 2.                         | "Want You Back"         | Steve Mac Asia Whiteacre Andrew Goldstein Jacob Kasher Hindlin Irwin Hemmings Hood | Andrew Wells Goldstein               | 2:53    |  |
| 3.                         | "Lie to Me"             | Tamposi Watt Irwin Hemmings Hood                                                   | Watt                                 | 2:30    |  |
| 4.                         | "Valentine"             | Mike Elizondo Justin Tranter Irwin Hemmings Hood                                   | Elizondo                             | 3:16    |  |
| 5.                         | "Talk Fast"             | Carl Falk Rami Yacoub Tranter Michael Clifford Hemmings Hood                       | Falk Yacoub                          | 3:07    |  |
| 6.                         | "Moving Along"          | Falk Yacoub Tranter Clifford Irwin Hemmings Hood                                   | Falk Yacoub                          | 3:17    |  |
| 7.                         | "If Walls Could Talk"   | Nolan Lambroza Julia Michaels Tranter Irwin Hood                                   | Sir Nolan                            | 3:02    |  |
| 8.                         | "Better Man"            | Tamposi Stefan Johnson Marcus Lomax Jordan K. Johnson Watt Clifford Hemmings       | Watt                                 | 3:09    |  |
| 9.                         | "More"                  | Falk Yacoub Wayne Hector Kristoffer Fogelmark Albin Nedler Irwin Hemmings          | Falk Yacoub Fogelmark [a] Nedler [a] | 3:14    |  |
| 10.                        | "Why Won't You Love Me" | Rivers Cuomo Jacob Sinclair Irwin Hemmings                                         | Sinclair                             | 3:20    |  |
| 11.                        | "Woke Up in Japan"      | Teddy Geiger Kevin Fisher Nick Ruth Sinclair Janelle Dolrayne Irwin Hemmings       | Sinclair                             | 2:37    |  |
| 12.                        | "Empty Wallets"         | Falk Yacoub Clifford Tranter Irwin Hemmings Hood                                   | Falk Yacoub                          | 3:07    |  |
| 13.                        | "Ghost of You"          | Goldstein Dan Book Mitchell Collins Irwin Hemmings                                 | Goldstein Book [b]                   | 3:17    |  |
| Duração total:             | Duração total:          | Duração total:                                                                     | Duração total:                       | 40:12   |  |

| Youngblood – Faixas bônus da edição deluxe |                     |                           |         |  |
| N.º                                        | Título              | Produtor(es)              | Duração |  |
| 14.                                        | "Monster Among Men" | Falk Yacoub Noah Passovoy | 3:12    |  |
| 15.                                        | "Meet You There"    | Falk Yacoub Passovoy      | 3:10    |  |
| 16.                                        | "Babylon"           | Goldstein Book            | 3:33    |  |
| Duração total:                             | Duração total:      | Duração total:            | 50:07   |  |

| Youngblood – Target faixas bônus exclusivas |                      |              |         |  |
| N.º                                         | Título               | Produtor(es) | Duração |  |
| 17.                                         | "When You Walk Away" |              | 3:05    |  |
| 18.                                         | "Best Friend"        |              | 3:03    |  |

Notas
- ↑[a]  significa um co-produtor
- ↑[b]  significa um produtor adicional

## Desempenho nas tabelas musicais
| Tabela musical (2018)                 | Melhor posição |
| ------------------------------------- | -------------- |
| Alemanha (Offizielle Deutsche Charts) | 6              |
| Austrália (ARIA)                      | 1              |
| Bélgica (Ultratop Valônia)            | 14             |
| Bélgica (Ultratop Flandres)           | 3              |
| Escócia (Official Scottish Albums)    | 4              |
| Estados Unidos (Billboard 200)        | 1              |
| Finlândia (Suomen virallinen lista)   | 8              |
| Irlanda (IRMA)                        | 3              |
| Itália (FIMI)                         | 5              |
| México (AMPROFON)                     | 4              |
| Noruega (VG-lista)                    | 6              |
| Nova Zelândia (RMNZ)                  | 2              |
| Países Baixos (Dutch Charts)          | 2              |
| Reino Unido (Official Albums Chart)   | 3              |
| Suécia (Sverigetopplistan)            | 15             |